# متباينات الأرجل
متباينات الأرجل (الاسم العلمي: Anomopoda)، هي رتبة من الرتبة العليا مضاعفات الدرقة. هذه القشريات، وهي نوع من البراغيث المائية، هي أعضاء في طائفة غلصميات الأرجل. تمتلك متباينات الأرجل عادةً خمسة أزواج من الأطراف الصدرية، ولكن في بعض الأحيان يكون لديها ستة أزواج. يفتقر رأس متباين الأرجل إلى فصل واضح عن الجذع والعجز، بينما تندمج منطقة البطن تدريجيًا مع الجزء الأمامي من الجذع.